# Montrem

Montrem este o comună în departamentul Dordogne din sud-vestul Franței. În 2009 avea o populație de 1.229 de locuitori.

## Evoluția populației
| An        | 1975 | 1982 | 1990  | 1999  | 2006  | 2009  |
| --------- | ---- | ---- | ----- | ----- | ----- | ----- |
| Populație | 913  | 982  | 1.045 | 1.049 | 1.195 | 1.229 |